# Lake (band)
Lake was een Brits/Duitse band die rustige rock speelde.
De band kwam uit de omgeving van Husum. In eerste instantie heette de band Tornados en bestond uit Dieter Ahrendt, Gerd Beliaff, Detlef Petersen, Fritz "Freddy" Graack en Martin Tiefensee. In 1973 wijzigde de groep haar naam in Lake. In het begin speelden ze als coverband (zoals zoveel beginnende bandjes) en brachten drie singles uit: Come Down/We're Gonna Rock, King Of The Rock'n Roll Party, en Sailor.

## Succesjaren
In 1975 trad de zanger James Hopkins-Harrison toe tot de band en deze bepaalde tot het eind van Lake hun karakteristieke geluid. Met name in Duitsland werd de band populair en ze werd in 1977 betiteld als Artiest van het Jaar. Vreemd genoeg brak de band met het singletje Time Bomb door in de Verenigde Staten waar het tot nr. 83 kwam van de Billboard-lijst; hun debuutalbum kwam tot positie 92 in de albumlijst. Ze probeerden in de V.S. voet aan wal te krijgen en speelden in voorprogramma’s van typisch Amerikaanse bands zoals Lynyrd Skynyrd en Black Oak Arkansas, maar ook traden ze op voordat Neil Young het podium besteeg.

## Neergang
Net als andere bands kreeg Lake te maken met de opkomst van de punk, de muziek was al nauwelijks vernieuwend en stond met de albums Ouch! en Hot Day helemaal stil. In Duitsland bleef de groep echter nog zeer populair. Columbia Records wilde niet verder met Lake en Lake stapte over naar Polydor, waarschijnlijk vanwege de connecties die Achim Oppermann daar had. De band was inmiddels deels uit elkaar (Conti verliet Lake) en CBS bracht nog snel een livealbum uit. De drie albums voor Polydor werden nog goed verkocht in Duitsland (ze waren zelfs bijna direct op cd verkrijgbaar. Midden jaren tachtig kwam er echt de klad in. Nadat ze het hoofd hadden moeten bieden aan de punk, kwam nu de new wave en Lake kon daar niet tegenop. Zonder ook maar enig bericht in de pers hield de band in 1988 op. In 1992 overleed zanger Hopkins-Harrison aan een overdosis heroïne.

## Herstart
De Polydor-albums van Lake kwamen vrijwel direct op cd uit, maar gezien de kleine markt van alleen Duitsland waren ze ook snel uitverkocht. Dat gaf de band een zekere cultstatus. Af en toe verscheen een oud album op cd en men moest er dan snel bij zijn, want de oplagen waren klein en waren zo weer uitverkocht. In 2005 zag Alex Conti er brood in de band opnieuw op te starten. Detlef Petersen deed in eerste instantie ook mee, maar zag ervan af. Via hun webwinkel werd een nieuw album uitgegeven, dat wel aardig klinkt, maar het peil van destijds niet haalt. Later verscheen ook nog een dvd van een concert in Hamburg op 28 december 2005: Lake Live!. In 2007 toerde Lake door Duitsland.

## Personeel
Lake zag gedurende zijn bestaan een hele rits muzikanten voorbijkomen:

### Het begin (1976-1980)
- Martin Tiefensee - basgitaar (1970-1980)
- Detlef Petersen - toetsen (1970-1980)
- Geoffrey "Jeff" Peacey - toetsen (1973-1980)
- James Hopkins-Harrison -zang (1974-1986?)
- Alex Conti - gitaar (1975-1981)
- Dieter Ahrendt - slagwerk (1975-1981?)

### Bijgestaan door
- Spencer Mallinson - Gitaar (1974-1975)
- Fritz "Freddy" Graack - slagwerk (1970-1975)
- Ian Cussick - basgitaar, zang (1973-1974)(stelt nieuwe naam voor)
- Oreste "Lilio" Malagia - gitaar (1973-1975)
- Bernard "Benny" Whelan - trompet (1973-1975)
- Gerd Beliaeff - saxofoon, trombone (1973-1975)

### Later personeel
- Heiko Efferts - basgitaar (1980-1981)
- Frank Hieber - toetsen (1980-1981?)
- Achim Oppermann - toetsen, gitaar (1980-1986?)
- Josef Kappl|Jo Kappl - basgitaar (1981-1985)
- Erlend Krauser - gitaar (1981-1981?)
- Bernd Gärtig - gitaar (1984-1986?)
- Benjamin Hüllenkrämer - basgitaar (1984-1986?)
- Thomas Bauer - toetsen (1984-1986?)
- Udo Dahmen - slagwerk (1984-1986?)

## Discografie
- Come Down/We're Gonna Rock (1973) (single)
- King Of The Rock'n Roll Party/She's Alright (1973) (single)
- Sailor (1974) (single)
- Lake (1976)
- Lake II (1978) (plaats 27 in de Duitse albumlijst)
- Paradise island (1979) (Gouden Plaat in de V.S.; geproduceerd door James William Guercio, die ook Chicago en Blood, Sweat and Tears onder zijn beheer had)
- Ouch! (1980) (plaats 46 in Duitse albumlijst)
- Hot day (1981)(in 2016 op cd uitgebracht, samen met Ouch!)
- On the run (1982)
- No time for heroes (1984)(Polydor)
- Voices (1985)(Polydor)
- So what (1986)(Polydor)
- Greatest hits (1990)(Polydor)
- Definitive collection (1997)(Polydor)
- The blast of silence (2005)(eigen beheer)
- Lake Live! (dvd)
- Wings of freedom (2014)(eigen beheer)
- Wings of freedom - live (2014)(gelimiteerde uitgave)

Op hun website wordt geen enkele melding gemaakt van de Polydor-albums; wellicht heeft dat te maken met rechten of zijn de verhoudingen tussen de ex-bandleden nog steeds verstoord. De fanclubpagina geeft de gehele geschiedenis weer.